# Referendum in Romania del 2012
Il referendum in Romania del 2012 si tenne il 29 luglio ed ebbe quale oggetto la destituzione del presidente della Romania Traian Băsescu.
Su iniziativa della maggioranza guidata dal primo ministro Victor Ponta, il 6 luglio 2012 il capo di Stato fu messo in stato di accusa dal parlamento per violazione delle norme costituzionali. In attesa della celebrazione e della convalida del referendum, tra il 6 luglio e il 21 agosto il presidente fu sostituito ad interim dal capo del senato Crin Antonescu.
Si trattò del secondo referendum di questo tipo dopo quello celebrato nel 2007, nel quale la popolazione si espresse in favore di Băsescu. 
Mentre l'Unione Social-Liberale (USL) che guidava il governo premeva per la destituzione del presidente, il Partito Democratico Liberale (PDL) fece campagna per l'astensione, in modo da prevenire il raggiungimento del quorum stabilito al 50% + 1 degli aventi diritto di voto.
Il 21 agosto 2012 la Corte costituzionale della Romania ratificò i risultati del referendum, riconoscendo il mancato raggiungimento del quorum (si presentò alle urne il 46,24 % degli elettori) e sancendo il rientro in funzione di Traian Băsescu.

## Contesto storico
Le ampie proteste che si verificarono in Romania nel 2012 portarono, in successione, alla caduta di due governi di centro-destra sostenuti dal Partito Democratico Liberale (PDL), gruppo politico vicino al presidente della Romania Traian Băsescu. Il governo Boc II diede le dimissioni in febbraio, mentre il successivo governo Ungureanu in maggio fu battuto da una mozione di sfiducia presentata dalle opposizioni, riunite nella coalizione antipresidenzialista Unione Social-Liberale (USL). Questa era nata nel 2011 da un accordo fra il Partito Social Democratico (PSD) di Victor Ponta, il Partito Nazionale Liberale (PNL) di Crin Antonescu e il minoritario Partito Conservatore (PC) di Daniel Constantin.
Pressato dal nuovo scenario politico che vedeva la crescita dell'USL, confermata poi dalla netta vittoria alle elezioni amministrative di giugno, nel maggio 2012 il presidente della Romania si vide costretto a designare il leader dell'opposizione Victor Ponta come nuovo primo ministro.
Il conflitto tra Ponta e Băsescu fu una costante della legislatura e portò a numerosi ricorsi alla Corte costituzionale. L'USL fece fronte comune contro Traian Băsescu che, dal canto suo, ebbe parte attiva nel sostenere attacchi contro i leader della USL e ad appoggiare le accuse di plagio della tesi dottorale lanciate all'indirizzo di Victor Ponta. Il premier entrò ulteriormente in polemica con Băsescu in relazione alla partecipazione al Consiglio europeo del 28 e 29 giugno 2012. Mentre uno sosteneva che rappresentare la Romania a tale evento fosse una competenza del primo ministro, l'altro la riteneva prerogativa presidenziale.
Intenzionata a fornire una soluzione definitiva allo scontro, pochi giorni dopo il consiglio europeo, l'USL preparò la strada per la procedura di impeachment di Băsescu. Il 3 luglio la maggioranza presentò in parlamento la richiesta di revoca dell'avvocato del popolo (figura di garanzia delle libertà costituzionali di nomina parlamentare paragonabile a quella dell'ombudsman del diritto anglosassone) Gheorghe Iancu, con l'imputazione di avere utilizzato le proprie prerogative costituzionali e giuridiche per servire gli interessi politici del PDL. Fu sostituito ad interim da Valer Dorneanu. Nella stessa giornata l'USL votò in parlamento le destituzioni del presidente della camera Roberta Anastase (PDL) e di quello del senato Vasile Blaga (PDL) che furono sostituiti, rispettivamente, da Valeriu Zgonea (PSD) e Crin Antonescu (PNL). Al fine di evitare un parere negativo da parte della Corte costituzionale sulle procedure utilizzate, il 4 luglio il governo emanò un'ordinanza d'urgenza in base alla quale le decisioni riguardanti il funzionamento interno delle camere non potevano essere sottoposte al controllo dei giudici costituzionali, rendendo nulli i ricorsi del PDL contro le iniziative della maggioranza.
Il colpo di mano dell'USL, preparatorio alla messa in stato d'accusa del presidente, non fu trascurato dagli osservatori internazionali. Mentre il PDL, per voce dell'ex ministro della giustizia Monica Macovei, gridò al colpo di Stato, l'ambasciatore degli Stati Uniti in Romania Mark Gitenstein dichiarò che, nel caso in cui l'eventuale sospensione di Băsescu fosse stata portata avanti tramite mezzi anticostituzionali, questa avrebbe avuto un impatto negativo sulla percezione dell'immagine internazionale paese.
L'USL quindi preparò le procedure per l'organizzazione di un nuovo referendum per la destituzione del presidente (dopo quello del 2007), accusandolo di violazioni della costituzione.

## Base giuridica e sistema referendario
In base alle disposizioni dell'art. 95 della Costituzione della Romania, nel caso in cui un presidente violi gravemente il testo costituzionale, il parlamento può avviare una procedura di sospensione. La richiesta deve essere avanzata da almeno un terzo dei parlamentari e, sentito il parere non vincolante della Corte costituzionale, deve essere approvata dal voto della maggioranza del numero totale di deputati e senatori, riuniti in seduta congiunta. Se la proposta è accettata dal parlamento, il presidente viene temporaneamente sospeso dalle funzioni ed entro trenta giorni viene organizzato un referendum per la ratifica popolare della sua revoca.
Il referendum era regolato dalla legge 3/2000, più volte modificata tramite ordinanze d'urgenza in procinto del voto. L'art. 5 prevedeva la convalida del referendum con un quorum pari al 50%+1 degli iscritti alle liste elettorali. L'art. 10 disponeva la revoca del presidente con la maggioranza dei voti validi.

## Iter parlamentare

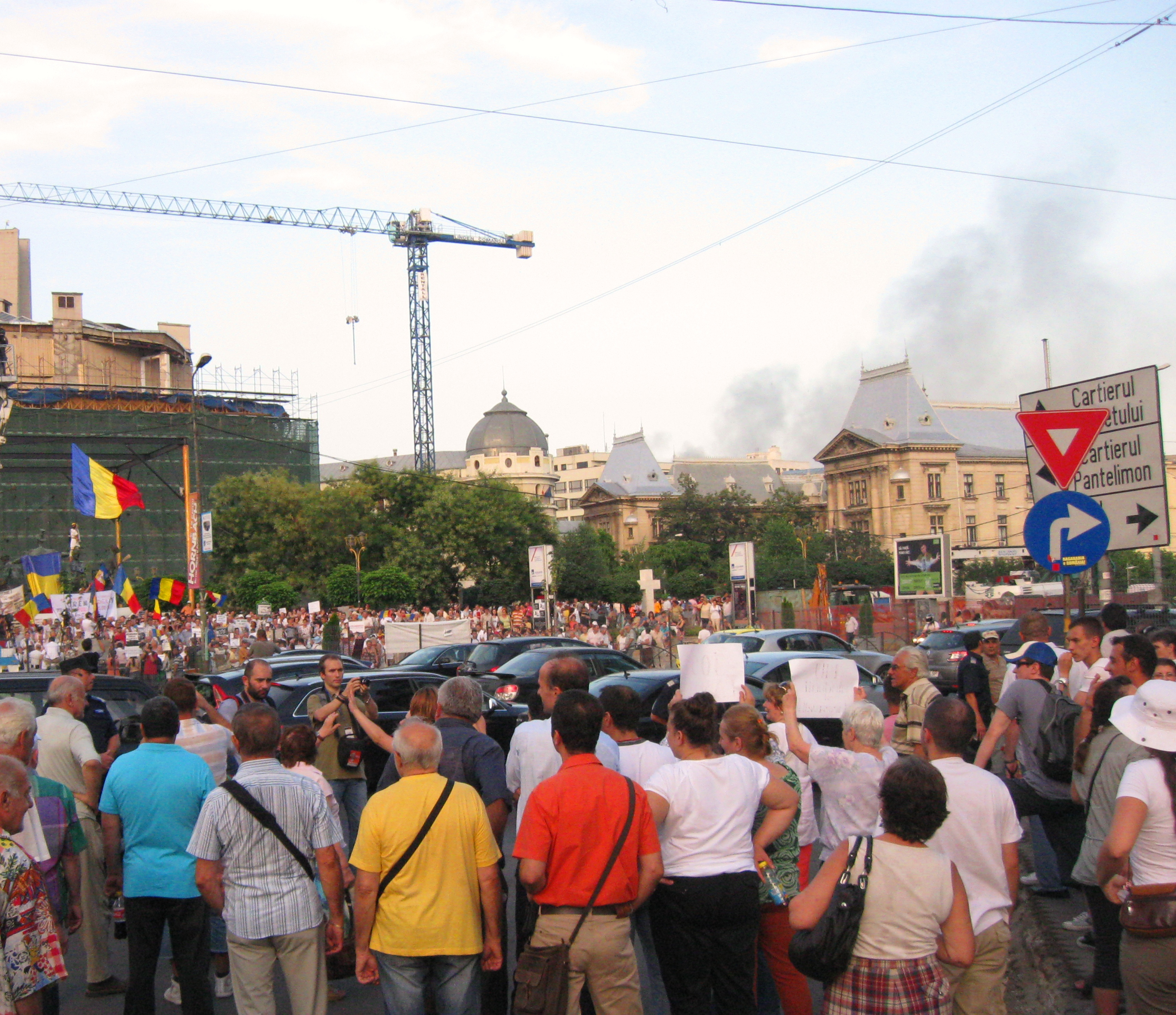
Una manifestazione di protesta di fronte al Teatro Nazionale di Bucarest in favore dell'impeachment di Traian Băsescu il 5 luglio 2012

Il 4 luglio 2012 l'USL registrò in parlamento il documento per la messa in stato d'accusa, composto da sette campi d'imputazione, che fu trasmesso anche alla Corte costituzionale. L'atto fu presentato alle camere il giorno successivo. Il presidente era ritenuto colpevole di aver ripetutamente violato le norme costituzionali e di essersi arrogato illegalmente la conduzione delle istituzioni statali in nome della propria ideologia politica. La maggioranza rimproverò Băsescu di essere il diretto responsabile della maggior parte delle decisioni che avevano portato alla perdita di credibilità delle istituzioni negli ultimi anni, di aver aggravato la crisi economica e aver bloccato il funzionamento dello stato di diritto e della democrazia in Romania.
Nella sera del 5 luglio il governo, inoltre, si affrettò a pubblicare un'ordinanza d'urgenza che modificava la legge elettorale per il referendum, cancellando il quorum (precedentemente stabilito alla partecipazione del 50% + 1 degli aventi diritto di voto) previsto dalla legge in vigore. In base al progetto di Ponta, per procedere alla destituzione, sarebbe stata sufficiente la maggioranza dei voti degli elettori, a prescindere dall'effettivo numero dei partecipanti. Il 10 luglio, tuttavia, la Corte costituzionale decise con voto unanime che il referendum sarebbe stato valido solamente a condizione di adempire al requisito del quorum..
Il 6 luglio la Corte costituzionale emise il proprio parere consultivo sull'impeachment, fornendo un'opinione ambigua ed esprimendosi separatamente su ogni singolo capo d'accusa. Nella stessa giornata il parlamento deliberò la sospensione di Băsescu, che fu sostituito ad interim da Crin Antonescu. Votarono a favore 256 parlamentari e contro 114. Oltre all'USL si registrò il voto positivo anche di membri dell'Unione Nazionale per il Progresso della Romania, dell'Unione Democratica Magiara di Romania e dei partiti delle minoranze etniche. Il referendum popolare per la ratifica della revoca di Băsescu fu convocato per il 29 luglio 2012.
Vista l'accelerazione degli eventi, preoccupazioni sullo stato della democrazia e del sistema giudiziario nel paese furono ufficialmente espresse dall'allora presidente della Commissione europea José Barroso, dalla cancelliera tedesca Angela Merkel e dal presidente del Consiglio europeo Herman van Rompuy. A tal riguardo, il 12 luglio Ponta fu invitato a Bruxelles dall'Unione europea, che trasmise al premier le proprie raccomandazioni in merito alla crisi costituzionale in atto in Romania. Tra i suggerimenti dei funzionari dell'UE vi fu quello di mantenere il requisito del quorum sulla legge elettorale per il referendum, così come indicato dalla sentenza della corte costituzionale del 10 luglio. A causa delle pressioni internazionali e del rischio di isolamento per il paese, quindi, il 18 luglio il governo decise rivedere l'ordinanza e di ripristinare il quorum, oltre a estendere la fascia oraria del voto tra le 7:00 e le 23:00. Il PDL presentò un esposto contro il prolungamento del voto, che il 24 luglio fu respinto dalla Corte costituzionale.

## Capi d'accusa
Secondo il rapporto approvato dal parlamento, Băsescu era colpevole di sette capi d'accusa:
- Usurpazione del ruolo di primo ministro e appropriazione delle attribuzioni costituzionali del governo.
- Ripetuta violazione dei diritti e delle libertà dei cittadini previsti dalla costituzione.
- Ripetuta violazione del principio della separazione dei poteri e dell'indipendenza della giustizia.
- Avvio di un progetto incostituzionale di riforma della costituzione e disconoscimento delle procedure di revisione della costituzione previste dalla legge.
- Invito alla violazione delle decisioni della Corte costituzionale e pressioni dirette sui giudici, con incontri prima di decisioni importanti.
- Violazione sistematica del principio di indipendenza politica e abbandono del ruolo di mediatore tra Stato e società previsto dalla costituzione.
- Grave violazione delle previsioni costituzionali e del principio fondamentale della democrazia rappresentativa, quando dichiarò che non avrebbe nominato un primo ministro USL anche nel caso in cui la coalizione avesse ottenuto la maggioranza assoluta in parlamento.

## Quesito
Gli elettori furono chiamati a rispondere al seguente quesito:
I sostenitori del presidente, quindi, avrebbero dovuto rispondere "No".

## Posizioni dei partiti
| Posizione       | Partito politico | Partito politico                                  | Partito politico | Note   |
| --------------- | ---------------- | ------------------------------------------------- | ---------------- | ------ |
| Sì              |                  | Partito Social Democratico                        | PSD              | [ 2 ]  |
| Sì              |                  | Partito Nazionale Liberale                        | PNL              | [ 2 ]  |
| Sì              |                  | Partito Conservatore                              | PC               | [ 14 ] |
| Sì              |                  | Unione Nazionale per il Progresso della Romania   | UNPR             | [ 15 ] |
| Astensione      |                  | Partito Democratico Liberale                      | PDL              | [ 13 ] |
| Astensione      |                  | Partito Nazionale Contadino Cristiano Democratico | PNȚCD            | [ 16 ] |
| Astensione      |                  | Forza Civica                                      | FC               | [ 17 ] |
| Astensione      |                  | Nuova Repubblica                                  | NR               | [ 18 ] |
| Astensione      |                  | Partito Civico Magiaro                            | PCM              | [ 19 ] |
| Libertà di voto |                  | Unione Democratica Magiara di Romania             | UDMR             | [ 19 ] |

I tre partiti facenti parte dell'USL, cioè Partito Social Democratico, Partito Nazionale Liberale e Partito Conservatore, promotori dell'iniziativa di impeachment, fecero campagna per il «Sì». A questi si aggiunse l'Unione Nazionale per il Progresso della Romania. Nonostante in un primo momento per voce del proprio vicepresidente Lavinia Șandru avessero negato il sostegno alle procedure di impeachment, in sede parlamentare i rappresentanti del partito votarono a favore. Il 13 luglio 2012 l'UNPR strinse ufficialmente un accordo con il PSD, che diede vita all'Alleanza di Centro Sinistra (ACS).
Il Partito Democratico Liberale rese nota la propria posizione il 24 luglio 2012, quando invitò gli elettori all'astensione per evitare il raggiungimento del quorum. Băsescu dichiarò che sarebbe andato a votare. Condivisero la posizione del PDL anche una serie di partiti minori che gli orbitavano intorno, quali Forza Civica dell'ex primo ministro Mihai Răzvan Ungureanu e Nuova Repubblica.
Il presidente del Partito Nazionale Contadino Cristiano Democratico, Aurelian Pavelescu, affermò che il partito si schierava ufficialmente per l'astensione in favore di Băsescu, mentre altri membri della direzione, come l'ex sindaco di Timișoara Gheorghe Ciuhandu, dichiararono che si sarebbero presentati alle urne. Nei giorni successivi i dissidenti furono revocati dai loro incarichi.
Tra la minoranza ungherese, l'Unione Democratica Magiara di Romania lasciò ai propri elettori la libertà di voto secondo coscienza, pur sottolineando l'importanza di partecipare allo scrutinio. Nella stessa comunità il Partito Civico Magiaro, al contrario, sostenne l'astensione.

## Sondaggi
| Data              | Casa Sondaggistica  | Campione | Sì        | No                  | Indeciso | Affluenza |       |      |   |        |
| ----------------- | ------------------- | -------- | --------- | ------------------- | -------- | --------- | ----- | ---- | - | ------ |
| Data              | Casa Sondaggistica  | Campione | Exit poll | Operations Research | N.D.     | Affluenza | 88,2% | 9,3% | - | 47,03% |
| 26-27 luglio 2012 | Operations Research | 1.420    | 76%       | 24%                 | -        | 52%       |       |      |   |        |
| 16-20 luglio 2012 | BSG / SCI           | 1.104    | 61%       | 30%                 | 9%       | -         |       |      |   |        |
| 11-16 luglio 2012 | CURS                | 1.104    | 66%       | 34%                 | -        | 61%       |       |      |   |        |
| 5-7 luglio 2012   | IMAS                | N.D.     | 64,3%     | 27,4%               | 8,3%     | 79,8%     |       |      |   |        |
| 6 luglio 2012     | CSCI                | N.D.     | 60%       | 29%                 | 5%       | -         |       |      |   |        |

## Risultati
| Preferenza                     | Voti       | %      |
| ------------------------------ | ---------- | ------ |
| Sì                             | 7 403 836  | 87,52% |
| No                             | 943 375    | 11,15% |
| Voti nulli                     | 111 842    | 1,32%  |
| Totale Voti validi             | 8 347 211  |        |
| Totale votanti / affluenza     | 8 459 053  | 46,24% |
| Aventi diritto voto            | 18 292 464 |        |
| Fonte:Biroul Electoral Central |            |        |

## Conseguenze

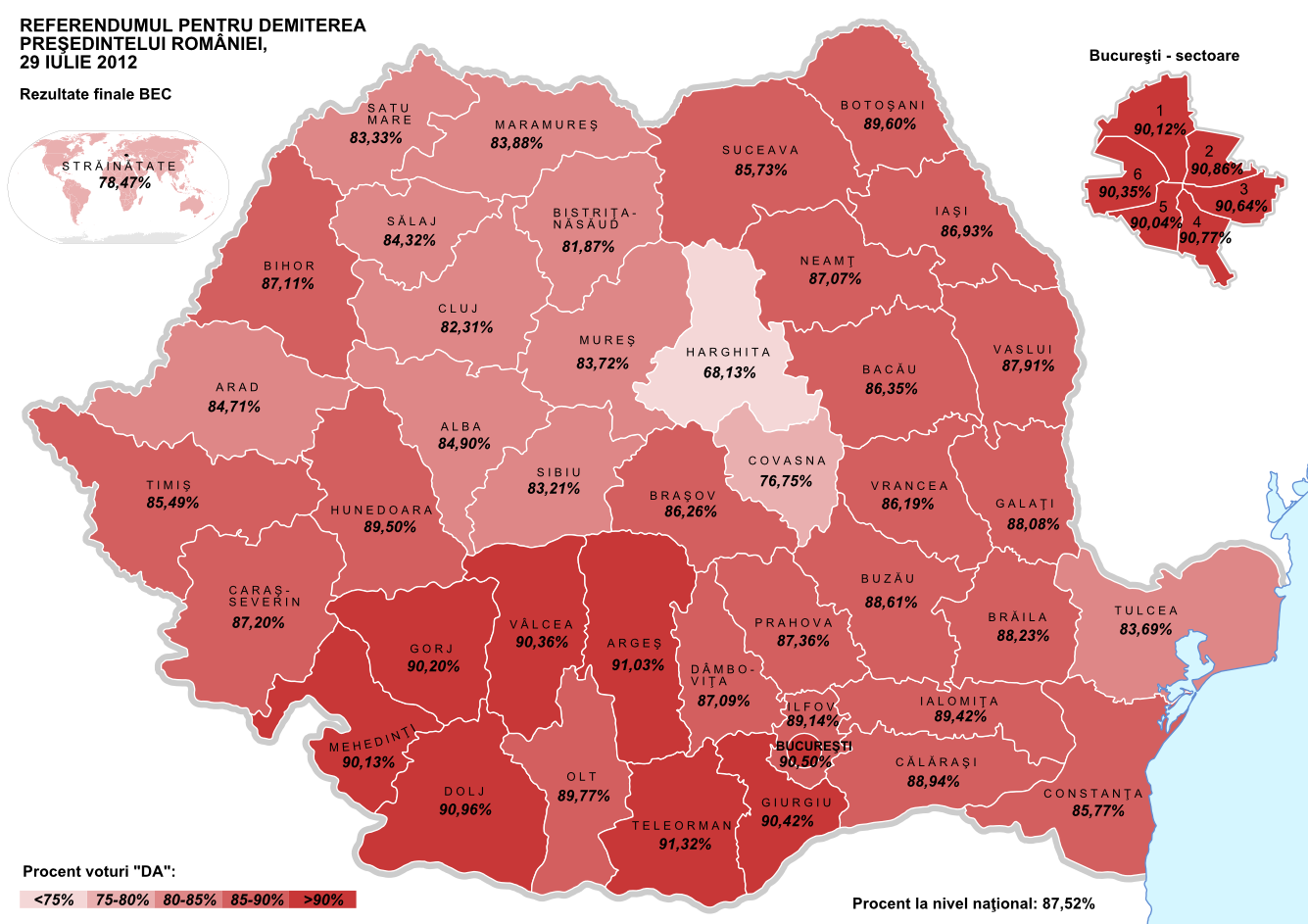
Dati percentuali dei "Sì" suddivisi per distretto

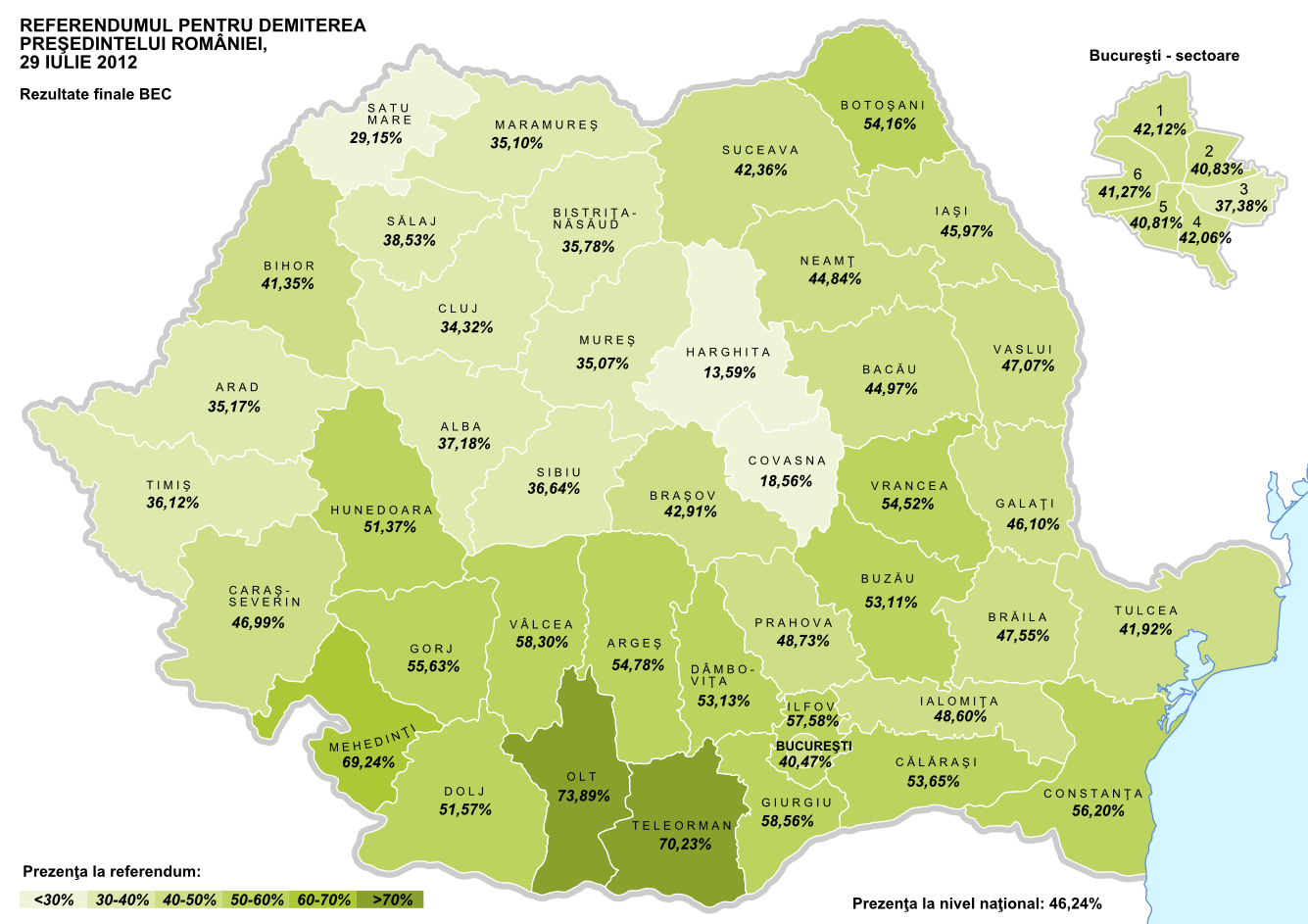
Dati percentuali sull'affluenza suddivisi per distretto

Il giorno dello scrutinio si presentarono al voto 8,4 milioni di persone (pari al 46,24% degli aventi diritto di voto). Dei votanti l'87,52% si espresse in favore della destituzione di Băsescu, mentre l'11,15% optò per il suo rientro in funzione. Nonostante il risultato del referendum, l'USL invocò la corte costituzionale, organismo incaricato di ratificare il risultato del referendum, di tener conto dei dati relativi al censimento del 2011, secondo il quale avrebbero avuto diritto al voto 16 e non 18 milioni di persone (come da liste elettorali) permettendo, così, il raggiungimento del quorum.
Il 1º agosto si tenne la prima riunione sul tema della corte costituzionale, presieduta da Augustin Zegrean. Viste le rimostranze dell'USL, il 2 agosto la corte richiese al ministero dell'interno condotto da Ioan Rus (PSD) e all'Institutul național de statistica "aggiornamento" delle liste elettorali. La definizione di "aggiornamento" fu tradotta dalle gerarchie della USL nella possibilità di organizzare un minicensimento tramite il quale rivedere il numero effettivo di elettori.
Il ministero confermò il numero di 18,2 milioni, come da liste elettorali già presentate. In una successiva nota a firma del ministro con delega alla pubblica amministrazione Victor Paul Dobre (PNL), tuttavia, il ministero aggiunse che non si assumeva la responsabilità della certezza del numero delle persone con diritto di voto. La nota, comunque, venne interpretata dai procuratori dell'Alta corte di cassazione e giustizia come un tentativo di Dobre di riservarsi una possibile giustificazione al diritto di modificare, in un secondo momento, attraverso un'azione apparentemente legale, il numero dei cittadini con diritto di voto. Per questo motivo, per accertare l'eventuale sussistenza di fatti costituenti reato, la procura dell'Alta corte avviò l'inchiesta "referendum".
Nei giorni successivi, le alte sfere della USL sostennero pubblicamente tramite le voci di Victor Ponta, Crin Antonescu e Ion Iliescu la necessità di considerare valido il referendum poiché, in base ai dati in possesso del partito, il numero dei votanti era sufficiente per il raggiungimento del quorum. Viste le pressioni sui ministeri degli interni e della pubblica amministrazione da parte della coalizione di governo, che chiedeva una rettifica del numero degli elettori, il 6 agosto Dobre e Rus presentarono le proprie dimissioni.
Il 6 agosto, in ogni caso, la Corte costituzionale pubblicò una nota con la quale specificava di aver richiesto le liste elettorali aggiornate a termini di legge (e non l'aggiornamento delle liste) escludendo, quindi, la possibilità di ritoccare il numero degli elettori. Il 7 agosto la corte, inoltre, pubblicò un errata corrige che integrava un paragrafo in cui era riportato che per il calcolo del totale degli elettori andassero presi in considerazione tutti i romeni con età superiore a 18 anni che godevano del diritto di voto, includendo anche i romeni che vivevano all'estero. Le specifiche della corte, di fatto, scoraggiarono definitivamente l'idea del censimento proposta dall'USL.
Sempre il 7 agosto il giudice della corte costituzionale Ion Predescu dichiarò alla stampa di essere all'oscuro dell'errata corrige, sottolineando l'illegalità del fatto, poiché il documento avrebbe dovuto essere stato discusso da tutti i membri. Nei giorni successivi anche i giudici Tudorel Toader e Acsinte Gaspar comunicarono di non essere stati informati. La procura dell'Alta corte di cassazione e giustizia, quindi, in parallelo a quello sul "referendum", aprì un ulteriore fascicolo di inchiesta sull'errata corrige e sulle modalità con cui era stata applicata.
Il 20 agosto il governo inviò alla Corte i dati centralizzati forniti da ministero degli interni e ministero degli esteri relativi al numero di persone con residenza all'estero (circa 3 milioni) e di quelle con documenti d'identità scaduti (circa 500.000), che secondo il primo ministro non dovevano essere prese in considerazione per il calcolo del quorum.
In un clima di costante scambio di accuse tra le parti in causa, il 21 agosto 2012 la Corte costituzionale con 6 voti a 3 confermò il mancato raggiungimento del quorum e considerò nullo il referendum, sancendo il ritorno in carica di Băsescu.
Il 28 agosto, dopo la lettura in parlamento della decisione della Corte costituzionale, il presidente della Romania rientrò ufficialmente in carica.